# 潮見百合子
潮見 百合子（しおみ ゆりこ、1979年7月10日 - ）は、日本のAV女優。リズムプロモーション所属。

## 略歴・人物
大阪府出身。2014年3月、アダルトビデオメーカー・マドンナの専属女優としてデビューした熟女系AV女優。

## 出演作品

### アダルトDVD
2014年
- 現役老舗旅館の美人若女将 おもてなしAVデビュー!!（3月7日、マドンナ）
- 義母さんの卑猥な舌づかい（4月7日、マドンナ）
- 貞淑妻の秘めた淫欲 〜巨根を乱暴にねじ込んで欲しいの〜（5月7日、マドンナ）
- 叔母の誘惑 〜僕の性欲を激しく揺さぶる淫らな肢体〜（6月7日、マドンナ）
- 友人の母 息子の友人に犯され、幾度もイカされてしまったんです（7月13日、溜池ゴロー）
- 人妻恥悦旅行（7月17日、グローリークエスト）
- 女捜査官拷問調教 5 緊縛拘束薬物トリップ快楽拷問生中出しされた美人捜査官の誇り高き肉体（7月25日、セレブの友）
- この熟女いやらしい! 火照る女芯 溢れ出す泉 今日だけはあなたのものよ（7月30日（レンタル）/9月26日（セル）、アテナ映像）
- 妄想がエスカレートする若妻 2 セックスがしたくてたまらない巨乳妻妄想SEX本気潮吹きアクメ!（8月25日、セレブの友）
- 憧れの担任女教師と久々の再会でテンション上がって思わず中出し。 勉強は赤点だが、セックスは100点と初めて褒められた。（8月29日（レンタル）/10月10日（セル）、LEO）
- 全裸主婦の日常 専業主婦の日常は家事の合間に男をつまみぐいすること（9月1日、ローグプラネット）
- 山手沿線駅前中出し人妻ナンパ 代々木・新宿で見つけた爛漫美人若妻を口説き落とす!!（9月25日、ビッグモーカル）
- 一人暮らしをはじめた息子の家に通う母（10月2日、センタービレッジ）
- 人妻たちのふしだらな下半身3本立て 浮気と不倫と近親相姦（10月9日、ヒビノ）
- 感度が上がる媚薬飲まされ、あっという間にイってしまう悶絶美熟女オイルマッサージ 4（10月31日（レンタル）/11月7日（セル）、LEO）
- 丸ごと! 潮見百合子6時間 〜純和風・清楚な奥様が乱れる濃厚10本番!!〜（11月7日、マドンナ）※総集編

2015年
- 無言妻 夫が隣にいるのよ… 2 「声でちゃう!」と必死で我慢している顔に超コーフンする俺!ボインな奥さんの吐息とびしょ濡れマ●コにギン勃起チ●ポ入れちゃいました!!（2月13日、なでしこ）
- あなた…私、これから犯されます 4 「やめて!」と言いながらもいやらしくおま○こを濡らす豊満ボディーの奥さまに大興奮!辛抱たまらん俺はギンギン勃起したチ○ポを握らせてレイプしてやった!（2月16日、ZAKURO）
- ザ・レイプ・ベストコレクション ～暴行魔達への生贄～（2月19日、エンペラー/妄想族）
- 美人妻とヤレると噂の温泉旅館に行ってみた! 人目を気にせず館内のあちらこちらで勃起チ○ポを咥え込む痴妻、想像以上にドスケベで大変でした!! 2（3月8日、ZAKURO）
- 美尻母さま騎乗位狂い（4月9日、タカラ映像）
- こんな熟女に犯されたい!! 口の中に広がる美脚パンストの香ばしい匂い強烈足コキチ○ポ狩り痴女セックス（4月19日、エマニエル）
- ひとりみの母さん（4月23日、タカラ映像）
- 温泉旅行で旦那にバレる危険よりも俺のチ●ポを選ぶ不倫妻。 「人が見てるってばぁ…」周囲モロバレの露出羞恥でオマ●コぐちょぐちょに濡らし極太チ●ポを咥え込む不貞主婦がたまらん! 2（4月24日、なでしこ）
- バック限定 ケツファックベストセレクション TOP20 Ver.2015（5月2日、LEO）
- 温泉に向う途中で露出羞恥した後に色んな場所で恥ずかしさを必死に堪えながらオナニーする不貞妻。周囲の目に欲情したのかオシッコ出ちゃいました!! 240分（5月15日、ジャネス）
- 嫉妬と勃起と興奮 レンタル妻 2（5月25日、サイドビー）
- 超美人な露出狂な痴女が出ると噂の温泉宿に行ってみた！マジで現れた彼女にオッパイ、オマ○コを見せつけられ誘惑してきた、もうハチキレそうですわ!（6月15日、未来 フューチャー）
- 普段は大人しい浮気妻がいいなり露出で俺の勃起チ●ポをジュボジュボ! 恥ずかしがる不貞妻にドピュドピュと大量ザーメンを発射!あぁーたまらん!!（6月26日、なでしこ）
- 公然で指オナニーを見せつける露出女たち! 人の目も気にせずオマ○コおっぴろげで発情しまくり、淫語言いまくりでビックリ仰天!（6月30日、未来 フューチャー）
- キャンプ場にいるスキだらけ人妻青姦中出しナンパ（7月3日、ドッグイア）
- 若妻の淫妄 ベスト4時間 愛液と精液にまみれた変態若妻の妄想セックス 怒涛の20発射!!（7月13日、セレブの友）
- 混浴温泉で痴漢魔に輪姦され旦那の横でイカされた私。（8月13日、タカラ映像）